# I Get Around (сингл Тупака Шакура)
«I Get Around» — другий сингл з другого студійного альбому американського репера Тупака Шакура Strictly 4 My N.I.G.G.A.Z. Трек записано з участю Shock G та Money-B з Digital Underground. Як семпли використано «Computer Love» (1985) Zapp та «Step in the Arena» Gang Starr. Як згадує Shock G у книзі «How to Rap», Тупак написав текст після прослуховування біту, він також став автором куплету Shock G. На композицію існує відеокліп.
Браян Макнайт використав «I Get Around» як семпл на «Hold Me» з Anytime (1997), а Ніколь Рей — на синглі «I Like It».

## Комерційний успіх
Пісня стала першим окремком виконавця у топ-20. Він посів 11-ту сходинку Billboard Hot 100 й провів там 25 тижнів. Сингл також посів 5-те місце Hot R&B/Hip-Hop Songs. RIAA сертифікувала його золотим.

## Відгуки
Відеокліпу присвоїли перші сходинки XXL, MTV2 («25 найкращих кліпів Західного узбережжя»). Трек потрапив на 14-те місце «100 найкращих хіп-хоп пісень» за версією VH1. Він також увійшов до книги «1001 Songs You Must Hear Before You Die: And 10,001 You Must Download».
| Публікація  | Країна | Рейтинг                                | Рік  | Позиція |
| ----------- | ------ | -------------------------------------- | ---- | ------- |
| Blender     | США    | «Топ-500 пісень 80их-00их»             | 2005 | 307     |
| Брюс Поллок | США    | «7500 найважливіших пісень 1944-2000»  | 2005 |         |
| Ego Trip    | США    | «40 найкращих хіп-хоп синглів 1980-98» | 1999 | 6       |
| Pitchfork   | США    | «Pitchfork 500»                        | 2008 |         |
| Pitchfork   | США    | «Топ-200 треків 1990-их»               | 2010 | 107     |
| The Source  | США    | «100 найкращих реп-синглів усіх часів» | 1998 |         |

## Список пісень
- 12"

1. «I Get Around» (LP version) — 4:19
2. «I Get Around» (vocal version) — 6:07
3. «Nothing but Love» — 5:04
4. «I Get Around» (remix) — 6:06
5. «I Get Around» (remix instrumental) — 6:04
6. «I Get Around» (7" remix) — 3:36

| - 12" 1. «I Get Around» (remix) — 6:06 2. «I Get Around» (7" remix) — 3:36 3. «Holler If Ya Hear Me» (Broadway mix) — 4:31 4. «Flex» (з участю Dramacydal) — 4:19 - 12" 1. «I Get Around» (LP version) — 4:19 2. «Keep Ya Head Up» (radio version) — 4:25 3. «Keep Ya Head Up» (LP version) — 4:25 4. «I Get Around» (radio version) — 4:19 | - CD 1. «I Get Around» (LP version) — 4:19 2. «I Get Around» (7" remix) — 3:36 - CD 1. «I Get Around» (extra clean version) — 4:19 |

## Чартові позиції
| Чарт наприкінці року (1993) | Позиція |
| --------------------------- | ------- |
| US Billboard Hot 100        | 11      |